# Лепешинська Ольга Борисівна
Лепеши́нська О́льга Бори́сівна (уроджена Протопопова) (6 (18) серпня 1871 , Перм  — 2 жовтня 1963 , Москва ) — радянська дослідниця в галузі цитології та гістології. Відома «теорією живої речовини», за якою нібито клітини живих організмів весь час виникають з неоформленої речовини. У травні 1950 року було проведено спеціальну сесію Академії наук СРСР та Академії медичних наук СРСР, під час якої теорію було схвалено з політичних причин, подібно до «мічуринської сесії» 1948 року та «павловської сесії» 1950—1951 років.

## Біографія
Ольга Протопопова народилася 1871 року в Пермі в родині гімназичного вчителя математики Бориса Олександровича Протопопова та його дружини Єлизавети Федорівни Даммер, доньки військового коменданта. Після смерті Бориса Протопопова 1875 року власністю родини розпоряджалася мати, яка зуміла збільшити статки та заволодіти шахтами, заводами, пароплавами, нерухомістю тощо. Крім Ольги в родині було 3 сини та 2 дочки. Мешкала родина в особняку на березі Ками.
У 1894-1897 роках Ольга навчалася на жіночих фельдшерських курсах при Рождественській лікарні в Петербурзі. Брала участь у марксистському гуртку разом зі своїм майбутнім чоловіком Пантелеймоном Миколайовичом Лепешинським. Після його арешту 1895 року й заслання мешкала з ним у селі Курагінське в Єнісейській губернії.
За іншою версією познайомилася з ним уже на засланні в селі Єрмаковське, куди їздила для підпільної роботи за завданням Володимира Леніна. Пізніше познайомила його з Леніним, а надалі одружилася з ним.
Влітку 1896 року працювала фельдшеркою у Юзівці (нині Донецьк).
У 1898 році на засланні Лепешинська вступила до Російської соціал-демократичної партії. У 1899 році разом з 17 засланими соціалістами, зокрема Леніном, Крупською, Лепешинським та іншими, підписала резолюцію проти «економічної» течії в марксизмі (оформленої як маніфест «Кредо»).
У 1901 році Лепешинські звільнилися із заслання та оселилися в Пскові, де вели агітацію та підпільно
У 1902-1906 роках навчалася на медичному факультеті Лозаннського університету. 1903 року організувала втечу чоловіка за кордон.
До Російської імперії Лепешинські повернулися 1906 року, мешкали в Орші.
У 1915 закінчила медичний факультет Московського університету. До 1916 року працювала там асистенткою кафедри терапії. Натомість низка дослідників ставить під сумнів цей період її життя та вважає твердження про навчання в університеті недостовірним.
1920 року працювала асистенткою кафедри гістології Першого московського університету.
У 1926 році очолила лабораторію Біологічного інституту Комуністичної академії ім. Тимірязєва. Надалі очолювала цю лабораторію у Всесоюзному інституті експериментальної медицини. У 1949 році призначена завідувачкою відділу живої речовини Інституту експериментальної біології АМН СРСР.

## «Теорія живої речовини»
Ольга Лепешинська найбільше відома власною «теорією живої речовини».

## Оцінки
Радянський генетик Йосип Рапопорт, який добре був знайомий з родиною Лепешинських, відгукувався про неї тепло як про демократичну й добродушну людину, яка втім мала погану освіту та не могла оцінити власні дослідження як псевдонаукові. За твердженням Рапопорта, теорію Лепешинської не підтримував навіть її чоловік Пантелеймон.
Російський ентомолог і еволюціоніст-ламаркіст Анатолій Шаталкін опублікував 2016 року книгу, у якій стверджував, що теорія та досліди Лепешинської були дискредитовані радянською пропагандою на завдання капіталістичного Заходу.

## Нагороди та звання
- Академік АМН СРСР (1950)
- Державна премія СРСР (1950)
- Орден Леніна
- Орден Трудового Червоного Прапора
- Медалі

## Публікації
- Происхождение клеток из живого вещества и роль живого вещества в организме, М.—Л., 1945, 1950
- Оболочки животных клеток и их биологическое значение, М., 1952
- Встречи с Ильичем (Воспоминания старой большевички), М., 1971.